# الأضرار البيئية في قطاع غزة الناجمة عن الحرب الفلسطينية الإسرائيلية
الأضرار البيئية التي لحقت بغزة بسبب الحرب بين إسرائيل وحماس واسعة النطاق، بسبب مزيج من تدمير الأراضي الزراعية، وتهجير السكان، والقصف والحصار الإسرائيلي الشامل، مما أدى أيضاً إلى معاناة القطاع من المجاعة. بحلول مارس 2024، دمرت القوات الإسرائيلية ما يقرب من نصف الغطاء الشجري والأراضي الزراعية بواسطة الجرافات والقنابل.
أدى القصف الإسرائيلي والحصار إلى انهيار كامل للبنية التحتية المدنية في غزة، بما في ذلك معالجة مياه الصرف الصحي، والتخلص من النفايات، وإدارة المياه، وإمدادات الوقود. وتتلوث المياه بسبب صرف 100 ألف متر مكعب من مياه الصرف الصحي في البحر يوميا بسبب قطع إسرائيل إمدادات الوقود. وقد تلوثت المياه الجوفية بالسموم والذخائر، وتلوث الهواء بالدخان والجسيمات الناجمة عن القصف. لقد تدهورت التربة بسبب اقتلاع الأشجار وتلوثت بالسموم والذخائر والقصف العنيف وعمليات الهدم. وقد أدى القصف الذي قام به الجيش الإسرائيلي إلى خلق 37 مليون طن من الحطام والمواد الخطرة، يحتوي الكثير منها على بقايا بشرية وعشرات الآلاف من القنابل.
أدى حجم التدمير المنهجي والمتعمد للزراعة وتأثيره الدائم إلى دعوات من مجموعة أبحاث الطب الشرعي بجامعة لندن وشبكة المنظمات غير الحكومية البيئية الفلسطينية إلى التحقيق مع الحكومة الإسرائيلية بسبب جريمة الحرب التي ينص عليها نظام روما الأساسي والمتمثلة في الإبادة البيئية والأضرار الجسيمة والطويلة الأمد على البيئة الطبيعية”.

## التلوث
بين 7 أكتوبر/تشرين الأول 2023 وأبريل/نيسان 2024، أسقط الجيش الإسرائيلي عشرات الآلاف من القنابل على غزة، مما أدى إلى تضرر أو تدمير ما بين 50% إلى 62% من جميع المباني بحلول يناير/كانون الثاني 2024. ويقدر برنامج الأمم المتحدة للبيئة أن القصف بواسطة خلقت إسرائيل 37 مليون طن من الحطام والمواد الخطرة، معظمها يحتوي على بقايا بشرية وقنابل. وقد وجد برنامج الأمم المتحدة للبيئة أن القصف العنيف للمناطق المأهولة بالسكان مثل قطاع غزة يؤدي إلى تلويث التربة والمياه الجوفية على المدى الطويل. ويحدث ذلك من خلال الذخائر نفسها وعندما تنطلق المباني المتضررة والمدمرة مواد خطرة بما في ذلك الأسبستوس والوقود والمواد الكيميائية الصناعية في الهواء والتربة والمياه الجوفية. حالة برنامج الأمم المتحدة للبيئة:
هذه كمية كبيرة جدًا من الحطام، خاصة بالنسبة لمثل هذه المنطقة الصغيرة... يمكن أن تحتوي مكونات الحطام والأنقاض على مواد ضارة مثل الأسبستوس والمعادن الثقيلة وملوثات الحرائق والذخائر غير المنفجرة والمواد الكيميائية الخطرة.
وقد ردد هذا التصريح مقرر الأمم المتحدة الخاص المعني بحقوق الإنسان والبيئة، ديفيد بويد، الذي قال إن العمليات العسكرية الإسرائيلية كانت لها عواقب وخيمة على البيئة والمناخ بسبب انتشار التلوث على نطاق واسع، وفقدان التنوع البيولوجي، وانتشار التلوث على نطاق واسع، واستمرار المناخ. الأزمة. وصف المقرر الخاص للمفوضية السامية للأمم المتحدة لشؤون اللاجئين المعني بالسكن اللائق، بالاكريشنان راجاجوبال وخبراء آخرون، التدمير بأنه قتل منزل.
وقد أدى الحصار إلى الانهيار الكامل للبنية التحتية المدنية في غزة؛ لقد تعطلت معالجة مياه الصرف الصحي، والتخلص من النفايات، وإدارة المياه، وإمدادات الوقود. وفي غضون 150 يومًا منذ 7 تشرين الأول/أكتوبر، تراكم 70,000 طن من النفايات الصلبة في غزة، وتم إنشاء 60 مكبًا غير رسمي للنفايات في وسط وجنوب غزة. في 7 أكتوبر 2023، قطعت إسرائيل إمدادات الوقود عن غزة، وأدى انقطاع التيار الكهربائي الناتج عن ذلك إلى عدم إمكانية ضخ مياه الصرف الصحي إلى محطات المعالجة. وقد أدى ذلك إلى تصريف 100 ألف متر مكعب من مياه الصرف الصحي في البحر يوميًا. وقد تلوثت المياه الجوفية بالسموم والذخائر.وقد تدهورت التربة بسبب اقتلاع الأشجار وتلوثت بالسموم والذخائر والقصف العنيف وعمليات الهدم. وقد تلوث الهواء في غزة بالدخان والجسيمات الناجمة عن القصف.

## الدمار
بحلول مارس 2024، دمرت القوات الإسرائيلية ما بين 38 إلى 48% من الغطاء الشجري والأراضي الزراعية باستخدام الجرافات والقصف. وقد وجد الصحفيون الاستقصائيون في موقع "بيلنجكات" أن 1,740 هكتارًا (4,300 فدانًا) من الأراضي قد تم تطهيرها في المنطقة الواقعة جنوب مدينة غزة للقوات الإسرائيلية لبناء طريق جديد، طريق 749، الذي يمتد عبر كامل عرض قطاع غزة. شبكة المنظمات غير الحكومية البيئية الفلسطينية "لقد ألحق الاحتلال الإسرائيلي أضرارًا كاملة بجميع عناصر الحياة وجميع العناصر البيئية في غزة - لقد دمروا الزراعة والحياة البرية بالكامل". وصفت رويترز الضرر الذي ألحقته إسرائيل بغزة بأنه حولها إلى " "الأرض القاحلة".

### تدمير الأراضي الزراعية والبساتين والغابات
قبل 7 أكتوبر 2023، كان حوالي 170 كيلومترًا مربعًا (65 ميلًا مربعًا) من قطاع غزة عبارة عن مزارع وبساتين، أي 47% من إجمالي مساحة أراضي غزة. وبحلول نهاية فبراير/شباط 2024، أظهرت بيانات الأقمار الصناعية أن الجيش الإسرائيلي دمر أكثر من 65 كيلومترًا مربعًا من المزارع والبساتين (38% من الإجمالي). واستخدمت القوات الإسرائيلية الجرارات والدبابات والمركبات لاقتلاع البساتين وحقول المحاصيل. تم تدمير ما مجموعه 2000 موقع زراعي، بما في ذلك المزارع والدفيئات الزراعية، وغالبًا ما تم استبدالها بأعمال الحفر العسكرية الإسرائيلية. ومن بين الدفيئات الزراعية البالغ عددها 7500، تم تدمير حوالي ثلثها بالكامل، ودمرت القوات الإسرائيلية 90% منها في شمال غزة وحوالي 40% في خان يونس.
في الفترة ما بين 7 أكتوبر/تشرين الأول و21 مارس/آذار، تم فقدان أو إتلاف 48% من الغطاء الشجري في غزة على يد الجيش الإسرائيلي والأشخاص المحاصرين في غزة وهم يقطعون الحطب لأغراض الطهي والتدفئة بسبب حصار الوقود.
وخلص بحث أجرته مجموعة الأبحاث فورينزيك أركيتكشر بجامعة لندن إلى أنه منذ عام 2014، تعرضت المزارع الفلسطينية المتاخمة لمحيط غزة لرش محاصيلها بمبيدات الأعشاب المحمولة جوا، وتم تجريفها بانتظام. وتعرض المزارعون لإطلاق النار من قبل قناصة قوات الاحتلال الإسرائيلي. وقد أشارت إسرائيل إلى رغبتها في إنشاء "منطقة عازلة" دائمة حول غزة، حيث تقع معظم الأراضي الزراعية.. وجدت الأبحاث التي أجرتها شركة فورينزيك أركيتكشر أنه "على طول تلك الحدود المُصممة، تعمل أنظمة الأسوار والمراقبة المتطورة على تعزيز المنطقة العسكرية العازلة". وزعم الجيش الإسرائيلي أنه "لا يتعمد الإضرار بالأراضي الزراعية". في أبريل/نيسان 2024، صرح رئيس بلدية بيت لاهيا أن إسرائيل دمرت 70 بالمائة من آبار المياه في شمال غزة، وكذلك "جميع المحاصيل الزراعية في البلدة التي تعتبر سلة الغذاء الأساسية للقطاع".

## التأثير على صحة الإنسان

### المجاعة
بسبب مزيج من تدمير الأراضي الزراعية وتهجير الناس والقصف والحصار الإسرائيلي، يعاني قطاع غزة من المجاعة حيث يتعرض معظم السكان هناك لخطر المجاعة الوشيك.
تأثير طويل المدى
ذكرت منظمة السلام الهولندية باكس: «الحرب عموما تدمر كل شيء. وفي غزة، يعرض الناس لمخاطر إضافية من التلوث، ومن المياه الجوفية الملوثة. إنه تدمير أي شيء يعتمد عليه السكان المدنيون."قدر بير لودهامار، الرئيس السابق لهيئة الأمم المتحدة للأعمال المتعلقة بالألغام في العراق، أن إزالة الحطام ستستغرق 14 عامًا. وصفت مجموعة أبحاث الطب الشرعي بجامعة لندن التدمير بأنه منهجي وأن الجيش الإسرائيلي يستهدف الزراعة في غزة بشكل متعمد، قائلاً "ما تبقى هو الدمار... منطقة لم تعد صالحة للعيش".قالوا:
وتعد المزارع والدفيئات المستهدفة أساسية لإنتاج الغذاء المحلي للسكان الذين يعيشون بالفعل تحت حصار دام عقودًا... وتتفاقم آثار هذا التدمير الزراعي المنهجي بسبب أعمال متعمدة أخرى للحرمان من الموارد الحيوية لبقاء الفلسطينيين في غزة.

## الإبادة البيئية
وقد أدى حجم الدمار وتأثيره الدائم إلى دعوات إلى التحقيق مع الحكومة الإسرائيلية في جريمة الحرب المتمثلة في الإبادة البيئية بموجب نظام روما الأساسي بسبب "الضرر الشديد والواسع النطاق والطويل الأمد الذي يلحق بالبيئة الطبيعية".
توصل مشروع بحث الهندسة المعمارية الجنائية التابع لمجموعة أبحاث جامعة لندن "لا آثار للحياة، إبادة بيئية في غزة 2023 - 2024" إلى أن "تدمير الأراضي الزراعية والبنية التحتية في غزة هو عمل متعمد من أعمال الإبادة البيئية... المزارع والدفيئات المستهدفة أساسية إلى إنتاج الغذاء المحلي للسكان الذين يعانون بالفعل من الحصار المستمر منذ عقود. وتتفاقم آثار هذا التدمير الزراعي المنهجي بسبب أعمال متعمدة أخرى تتمثل في الحرمان من الموارد الحيوية اللازمة لبقاء الفلسطينيين في غزة”.
وقال سعيد باقري، محاضر في القانون الدولي في جامعة ريدينغ: "هناك أسباب كافية للتحقيق في الأضرار التي لحقت ببيئة غزة".
وقد ذكرت شبكة المنظمات غير الحكومية البيئية الفلسطينية أن "ما يحدث هو، بالتأكيد، إبادة بيئية... [إنه] يدمر البيئة في غزة تمامًا على المدى الطويل، وليس فقط على المدى القصير.